# Arnold Zingerle
Arnold Zingerle (* 30. Mai 1942 in Schenna, Südtirol) ist ein deutscher Soziologe. Er ist emeritierter Professor an der Universität Bayreuth. Er gilt als bedeutender Kenner von Max Weber (1864–1920) und steht methodisch der historischen Soziologie nahe. 

## Werke (Auswahl)
- Max Weber und China (= Soziologische Schriften. Bd. 9, ISSN 0584-6064). Duncker und Humblot, Berlin 1972.
- Max Webers historische Soziologie. Aspekte und Materialien zur Wirkungsgeschichte (= Erträge der Forschung. Bd. 163). Wissenschaftliche Buchgesellschaft, Darmstadt 1981, ISBN 3-534-06520-4.
- als Herausgeber mit Carlo Mongardini: Magie und Moderne. Guttandin u. Hoppe, Berlin 1987, ISBN 3-922140-38-6.
- mit Winfried Gebhardt: Pilgerfahrt ins Ich. Die Bayreuther Richard-Wagner-Festspiele und ihr Publikum. Eine kultursoziologische Studie (= Passagen & Transzendenzen. Bd. 5). UVK, Universitäts-Verlag Konstanz, Konstanz 1998, ISBN 3-87940-628-6.
- als Herausgeber mit Roman Malek: Martino Martini S.J. und die Chinamission im 17. Jahrhundert, Sankt Augustin 2000.